# G-1級潜水艦
「G-1」級潜水艦（「G-1」きゅうせんすいかん；ロシア語: Подво́дные ло́дки ти́па «Г-1» ）は、ロシア帝国が第一次世界大戦中に発注した巡洋潜水艦のうち、アメリカ合衆国の「エレクトリック・ボート」社が受注したシリーズの通称である。ロシア帝国海軍省からの正式な発注名称では、「ゴーラント」社設計潜水艦（「ゴーラント」しゃせっけいせんすいかん； Подво́дные ло́дки проэ́кта фи́рмы «Го́лландъ» ）と呼ばれるが、これはロシアでは「エレクトリック・ボート」社が専ら「ゴーラント（ホランド）」社と呼ばれていたため。 28 隻の建造が予定されたが、ロシア革命の影響で全艦が建造中止となった。

## 概要

### 発注
設計は、海軍総司令部建艦総局潜航課によって1915年4月28日に採択された「1915年度造船計画の第一線艇の設計技術諸要求」に基づきまとめられた。この設計要求は、海軍総司令部が公募した排水量 970 t級の巡洋潜水艦の設計に関するもので、これに対し国内の企業が応募した。外国企業は直接には参加せず、ロシア国内の企業がその代理を務めた。1915年5月末には、「ノブレースネル」工場が代表する「ホランド」社の設計が、 I・G・ブーブノフの設計やイタリアの「フィアット＝サン・ジョルジョ」社の設計とともに第 1 位を獲得した。
1916年5月に第一線潜水艦の建造の契約が結ばれると、それに従って「ホランド」社設計による潜水艦が 14 隻、バルト海・黒海両方面へ発注された。レーヴェリにある「ノブレースネル」工場は 10 隻を受注し、「フィアット」社設計を推していたニコラーエフのロシア造船会社（ルスート）も「フィアット」社設計以外に 4 隻の「ホランド」社設計の艦を受注した。1916年下半期のあいだに、両工場はさらに 14 隻の同型潜水艦を受注した。 1 隻当たりの費用は 400 万ルーブリであったが、「ホランド」社は「ノブレースネル」理事会に 28 隻の組み立てを発注すれば 1 隻当たりの費用は 262 万 5 千ルーブリにまで減額できるかもしれないと知らせた。「ノブレースネル」とトラスト「ナーヴァリ＝ルスート」は「ホランド」社の潜水艦製造課に発注し直し、自分の工場では組み立てだけを行うこととした。

### 構造
当初の設計技術諸要求によれば、潜水艦は複殻式の船体を持ち、主要喫水線から司令塔までの高さは 3.6 m で、内部は 7 つの水密区画に分けられていた。潜航深度は 50 m で、 20 % の予備浮力を持っていた。ディーゼル機関の密度は 40 kg/馬力以上、水上航続距離は巡航速度 10 kn で 3000 海里、水上速力は 16 kn 、水中では 9 kn で 2.5 時間航行可能、水中航続距離は 5 kn で 100 海里であった。乗員は 49 名からなっていた。武装は、艦首と艦尾にそれぞれ 2  門の 450 mm 管状魚雷装置（魚雷発射管）を備え、さらに艦外に装着するジェヴェーツキイ・システム魚雷装置を 10 基持っていた。砲熕兵装としては、 75 mm 短砲身砲を 1 門、 7.62 mm 機関銃を 2 挺装備していた。水密隔壁と耐圧殻の平均強度、 1 区画が水没した際の浮力と復元性の維持の必要性が提議された。主要バラストタンクの送風洗浄には、 30 分を要した。 200 気圧の高圧縮空気の搭載量は、 5.7 m3 以上とされた。操舵は中央指令所から行われた。 2 基の磁気コンパスと 1 基のジャイロコンパスを持っていた。
1915年5月には、建艦総局水雷部の申し立てによって対空兵装が強化されることとなった。設計は修正され、1916年初めに改めて審査された。魚雷兵装も強化され、艦首に 4 門と艦尾に 2 門の通常の魚雷発射管、加えて両舷方向へ 4 門の魚雷発射管を装備することとなった。船腹魚雷発射管は Ye・V・コルバーシエフが1909年に設計した自分の大型潜水艦で提案した新しい装備で、1915年計画の潜水艦で初めて実用化されることになった。また、 6 基に数を減ぜられたジェヴェーツキイ・システム魚雷装置は構造を補強された。砲熕兵装は、高角砲として使用することができるようになった 75 mm 短砲身砲が 2 門搭載され、弾数は各砲ごとに 50 発とされた。上空掃射の必要性に応じ、3 挺の 7.62 mm 機関銃も搭載された。
最終的に、排水量は水上で 952 t 、水中で1260 t となった。燃料は 69 t 、潤滑油は 7 t 、淡水は 4.15 t 搭載された。高圧縮空気の搭載量は、 10 m3 となった。初期メタセンター高さは、水上で 0.34 m 、水中で 0.6 m であった。
1916年末には砲熕兵装の強化が決定され、 100 mm 砲 2 門と 57 mm 自動砲 1 門が設置されることになった。
バルト艦隊向けの 10 隻と、黒海艦隊向けの 4 隻とでは、設計要目が若干異なっていた。寸法はバルト艦隊向けの艦の方がやや大型で、潜航深度もバルト艦隊向けの艦の方がやや大きかった。

### 建造
二月革命が発生すると、計画の権限はロシア臨時政府に移行した。しかしながら、革命騒ぎによって工場でもサボタージュや遅延行為が行われるようになり、1917年の時点で建造計画の順調な履行は妨げられるようになった。
「ノブレースネル」工場で建造される艦は1917年9月20日付けでバルト艦隊に登録され、「G-1」から「G-10」までの艦名を与えられた。「ルスート」工場で建造される艦は1917年10月16日付けで黒海艦隊に登録され、「G-11」から「G-14」までの艦名を与えられた。
しかし、これらの艦が竣工することはついになかった。バルト艦隊では、レーヴェリがドイツ帝国軍に占領されたことから、そこで建造予定であった 10 隻の「ホランド」社設計潜水艦は 1 隻も起工できなかった。一方、革命騒ぎがまだ比較的穏やかであった黒海方面では 4 隻とも登録に先立つ1917年4月の時点で起工に漕ぎ着けたものの、全体的な国家財政の悪化もあり、こちらもまた建造はなかなか進まなかった。
1918年上半期には、1915年度計画による潜水艦建造とそれへの融資を完全に中止とする決定が採択された。「ルスート」工場で建造中であった艦は、1920年初めに解体された。

## 同型艦
|    | 艦名            | 起工 | 進水 | 竣工 | 備考     |
| -- | --------------- | ---- | ---- | ---- | -------- |
| 1  | 「G-1」 «Г-1»   | -    | -    | -    | 未起工。 |
| 2  | 「G-2」 «Г-2»   | -    | -    | -    | 未起工。 |
| 3  | 「G-3」 «Г-3»   | -    | -    | -    | 未起工。 |
| 4  | 「G-4」 «Г-4»   | -    | -    | -    | 未起工。 |
| 5  | 「G-5」 «Г-5»   | -    | -    | -    | 未起工。 |
| 6  | 「G-6」 «Г-6»   | -    | -    | -    | 未起工。 |
| 7  | 「G-7」 «Г-7»   | -    | -    | -    | 未起工。 |
| 8  | 「G-8」 «Г-8»   | -    | -    | -    | 未起工。 |
| 9  | 「G-9」 «Г-9»   | -    | -    | -    | 未起工。 |
| 10 | 「G-10」 «Г-10» | -    | -    | -    | 未起工。 |

|    | 艦名            | 起工     | 進水 | 竣工 | 備考              |
| -- | --------------- | -------- | ---- | ---- | ----------------- |
| 11 | 「G-11」 «Г-11» | 1917/04/ | -    | -    | 1920/初頭に解体。 |
| 12 | 「G-12」 «Г-12» | 1917/04/ | -    | -    | 1920/初頭に解体。 |
| 13 | 「G-13」 «Г-13» | 1917/04/ | -    | -    | 1920/初頭に解体。 |
| 14 | 「G-14」 «Г-14» | 1917/04/ | -    | -    | 1920/初頭に解体。 |